# Follet (opéra)

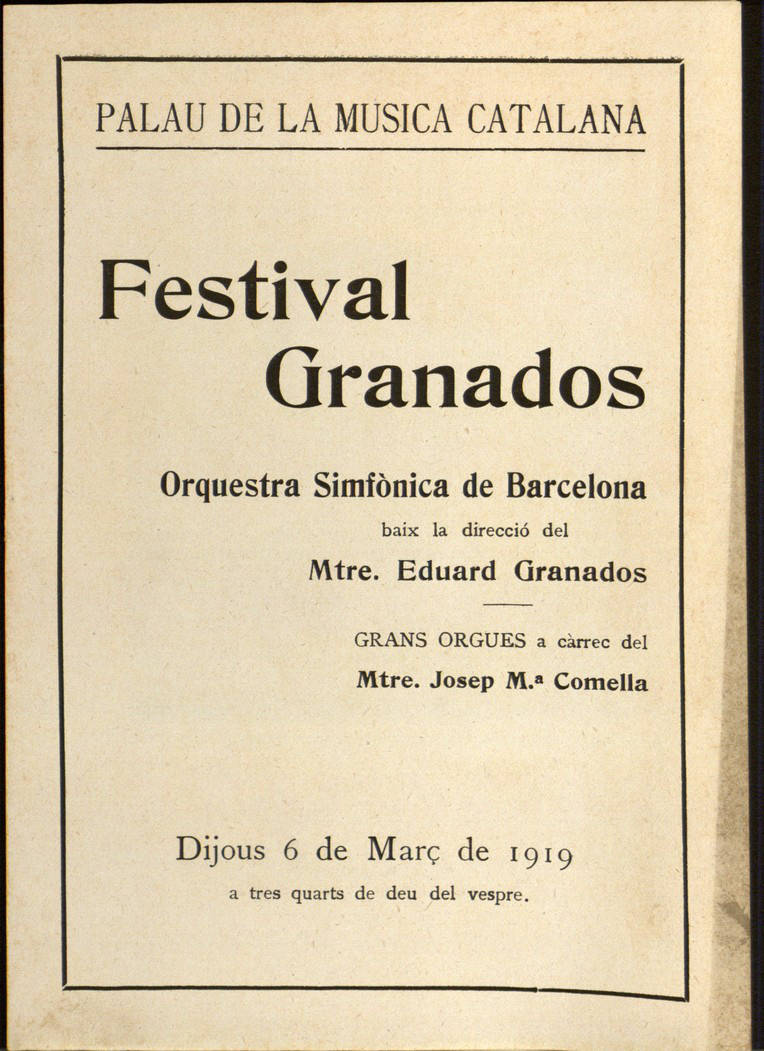
Programme du concert célébré le 6 mars 1919 où fut rejoué une partie de l'acte III. Contient des portraits d'Enrique Granados (p. 3) et Edouard Granados (p. 4)

Follet est un opéra en trois actes d'Enrique Granados, sur un livret d'Apel·les Mestres.

## Historique
Exécuté à Barcelone en audition privée au Grand théâtre du Liceu, le 4 avril 1903, faute de succès, il ne sera pas joué publiquement par la suite. Composé peu après l'opéra María del Carmen, son caractère éminemment poétique correspond alors parfaitement avec l'humeur de Granados à cette période, et la rédaction en fut rapide. Après la première représentation d'essai au Liceu de Barcelone, les auteurs  décident de le refondre en deux actes. Enrique Granados ne terminera pas cette tâche qui sera terminée par son fils Edouard.
On croyait la partition perdue, mais l'historien Xavier Padullès l'a plus tard retrouvée dans les archives de la famille de Granados. L'opéra est alors repris en 2002 et représenté à Lérida, avec la soprano Griselda Ramon, le ténor Sergi Giménez et le baryton Àlex Sanmartí dans les principaux rôles.

## Analyse
Selon Padullès, Follet a été une tentative de Granados pour créer un nouveau genre d'opéra catalan en réaction à la zarzuela, un projet qui a tenté d'autres artistes tels qu'Enric Morera ou même Isaac Albéniz mais qui n'a jamais trouvé sa forme définitive.